# Български народни мерки
Под български народни мерки се разбират начините и понятията за измерване, използвани в България преди въвеждането на международната измервателна система СИ. Те в повечето случаи са условни и не са строго дефинирани като съдържание. Използвани са в цялата етническа територия населена с българи.

## Мерки за дължина и разстояние
- Клѐкавец – това е най-малката мярка за дължина и отговаря на разстоянието от върха на палеца до края на първата му фаланга (става). Подразбира се дължината на нокътя на палеца.
- Пръст – Под разстояние от „един пръст“ се разбира широчината на показалеца, разстояние от два пръста отговаря на широчината на показалеца и средния пръст, три пръста е широчината на показалеца, средния и безименния пръст, а под разстояние от четири пръста, се визира широчината на всички пръсти на едната ръка без палеца.
- Чѐперек (още чо̀перек, чѐпарог) – Дължината между разперени палец и показалец.
- Пѐдя (още и пѐгя) – Най-разпространената и употребявана мярка. Разстоянието от една педя е равно на разстоянието от върха на палеца до върха на кутрето при разперена ръка. Тъй като ръцете на хората не са еднакви, често за по-голяма точност се упоменава и чия е педята („една моя педя“, „три педи на баща ми“ и др.)
- Ла̀кът – Разстоянието от върха на пръстите на ръката до лакътната става (ок. 50 cm).
- Аршѝн – Тази мярка за дължина е с различна големина в различните краища. Обикновено два лакътя правят един аршин, но някъде се използва и строго установената в Османската империя мерна единица „аршин“, отговаряща на 68 cm.[1]
- Крачка (разкрач) – Използвана при измерване обикновено на имоти и земя. Отговаря на разстоянието образувано от разкрача на възрастен човек. Главно сред овчарите е позната и стъпката, визираща дължината на стъпалото на човек.
- Човешки бой (ръст) – Използвана обикновено като мярка за височина. Отговаря на ръста на употребяващия я, ако не е указан конкретен човек. („Един човешки бой“, „три човешки боя“ и т.н.)

За измерване на особено големи разстояния се служи с понятието ход (човешки или конски), взет във времето. Например „Един ден ход“, „Два дни с кон“ и т.н. Обикновено под разстояние от „един ден ход“ се разбират около 30 km, а когато е упоменато, че е конски ход, разстоянието се удвоява (т.е. „Един ден с кон“ = около 60 km).
Освен тези мерки за разстояние се използват и други, т. нар. случайни мерки. Като такива могат да се използват дължината на дръжката на някое сечиво (брадва, мотика и т.н.). В Северозападна България като мярка за дължина се употребява и хват (фат) – дължината на протегната ръка (една ръка разстояние). В определени случаи се употребява и юмрук (основно неговата обиколка).

## Мерки за площ
Широко разпространена в България е мярката за площ уврат, равняваща се на около 2 – 2,5 декара (според други източници кои? площта на един уврат или на един дюнюм е равна на 919,3 m²). В Югозападна България е позната и мярката стря̀ма (стрѐме, срѐма), равняваща се на 40 или 56 квадратни крачки в зависимост от региона. (Названието на тази мярка съответства на гръцката дума за декар „стрема“. В Кипър, където гръцкият език също е официален, думата стрема вече е заменена от декарио). Дели се на 4 лехи (слога). Леха̀ (леа̀, насѐвница) е общобългарска мярка за площ, по-малка от уврата или стрямата, но по-голяма от браздата, която е най-малката мерна единица за площ (пр. „една бразда място“).
Тук отново има мерни единици, определяни чрез времето нужно за извършване на дадена дейност (обикновено земеделска). Например за големина на нива се употребяват и изрази от типа на „Два дни óране“ (с чифт волове) или „един ден копане“ (с мотика или друго сечиво). Позната е и мярката чифт, обозначаваща един ден оране с двойка волове, теглещи едно рало.
За по-големи пространства се употребява понятието мера̀ (мерѝя) – площта на селското землище. Пр. „една мера място“, „три мери място“ и т.н.

## Мерки за обем и вместимост
Според различните материали мерките за вместимост също са различни. Основна мярка при овчарите за мляко, например, е ведро. Освен дървен съд, в който се дои млякото, под ведро се разбира и количеството мляко, което се вмества в него. Обикновено то е равно на 10 или 12 оки. Ока е турска мярка, употребявана и за тежина, равна е на 1200 g и от своя страна се дели на стодрамници, като сто драма са равни на 1/4 ока. В Средните Родопи ведрото се дели на ку̀тлове (един ку̀тел е равен на 1/5 ведро), чѐтвъртници (1/4 кутел) и лъжици (1/8 четвъртник). Освен мляко, с ведра се измерва и виното, като най-често ведрото в този случай се нарича половя̀к (полвя̀к, по̀ловек).
Единицата за измерване на зърнени храни се нарича шинѝк или крѝна. Тази мярка няма точно определена стойност и в различните региони варира от 10 до 16 – 17 kg. На някои места като мерна единица се използва кутел (5 оки) или половяк (20 оки). Широко известна и използвана е мярката кило, чиято стойност също варира – 5 крини; 2 шиника; 2 полвяка (40 оки, Гоцеделчевско); 2 шиника (20 оки, Софийско).

## Мерки за тежина
До 20-те години на XX век най-известната и използвана мярка за тежина е турската ока (1200 грама). За нейното измерване са използвани метални кантари, представляващи лостове с подвижна тежест на едното рамо или подобни на тях дървени теглилки, които са разграфени на деления от, примерно, 1/4 ока до 10 и повече оки.

## Мерки за време
Най-общо старите българи делят времето според изгрева и залеза на слънцето (светлата и тъмната част от денонощието). Като понятие единицата „денонощие“ е позната, като е наричана най-често ден и нощ. Денонощието от своя страна се дели на ден и нощ. Преди масовото навлизане на часовника, денят се е разделял в зависимост от положението на слънцето – сутрин (утрина), пред изгрев, изгрев (по изгрев), пред пладне (пред обяд, преди обед), обяд (пладне, пладнина – тогава слънцето е в зенита си), след пладне (следобед, след обяд), надвечер, привечер и т.н. Времето между утринта и пладне някъде се нарича и ручо̀к (още голям ручок), а средата между обяд и вечер – икиндия (икиндиа).
При слънчево време се използва (особено от пастирите) и измерване със стъпки по собствената сянка: на обед – две, между утрин и обед и обед и вечер – пет и т.н. Като помощно средство е използван и остена (копралята) – „една копраля след изгрев“, „три копрали преди залез“, като с негова помощ се измерва местоположението на слънцето над хоризонта.
Времето през нощта се определя чрез някои звезди и съзвездия (Вечерница, Орион, Голяма мечка и др.), както и по пеенето на петлите. Според второто нощта се дели на три, като петляно време е след полунощ. Времето след полунощ се дели на първи петли, втори петли и трети петли, като първите петли са скоро след полунощ, а трети – малко преди съмване.
По-големите срокове се пресмятат с дни, седмици (наричани най-често недели), сезони и години. Използвани са основно четирите сезона – зима, пролет, лято и есен, но в Родопите и Тракия е познато и понятието по̀дзима, с което се обозначава есента и най-често по-късната есен.